# مورگان بریتانی
مورگان بریتانی (انگلیسی: Morgan Brittany؛ زادهٔ ۵ دسامبر ۱۹۵۱) یک هنرپیشه اهل ایالات متحده آمریکا است.
او در فیلم ۱ دقیقه بازی کرده‌است.